# ポール・ポッツ
ポール・ポッツ（Paul Potts、1970年10月13日 - ）はイギリスのテノール歌手。

## 経歴
イングランド西部の港湾都市ブリストル出身。10歳から地元の教会で聖歌隊として歌い始める。生い立ちが恵まれず、幼少期は周囲からいじめられ続けていたが、「歌っている時だけは唯一、自分に自信が持てた」と後のインタビューで語っている。
1986年、三大テノールの一人であるオペラ歌手のホセ・カレーラスの声と出会う。彼の美しい歌声に魅了され、「いつか彼のようになり満員のオペラハウスで歌いたい」という夢を抱いた。しかし、容姿に強いコンプレックスを持っていたポッツは自信が持てず、その夢を一時断念する。
セントマーク&セントジョン大学では人文学を専攻し、1993年に優等学位を得て卒業した。大学卒業後はスーパーマーケットに就職。この間に自由民主党のブリストル市議員（1996年 - 2003年）も務めた（ただし、イギリスの地方部の市議会議員は無給である）。プロの道は断念したものの、その後も地元のアマチュアのオペラ劇団でオペラを学び、ボイストレーニングを続けていた。
1999年、英国ITVの番組『Barrymore's My Kind of Music』に出場し、賞金8000ポンドを獲得。その賞金を充ててイタリアに留学し、オペラを学んだ。
1999年から2003年にかけて、彼はアマチュアのオペラ劇団（バースにあるバース・オペラ ）やアマチュアのオペラ・プロダクション（ロンドンを拠点にするSouthgate Opera Company）に参加し、オペラ活動を続けた。
2001年2月、インターネットのチャットルームでジュリー＝アンという女性と知り合い、2年間の交際を経て結婚。結婚式では彼女に『カヴァティーナ』（映画『ディア・ハンター』の主題曲）の歌唱を捧げた。
2003年、急性盲腸炎の手術を受けたところ、副腎に悪性の腫瘍があることが判明。腫瘍の切除手術を受けることになるが、医師の強い反対を押し切りオペラを歌い続けていた。
さらに退院後には、自転車で職場へ向かう途中に交通事故に遭い鎖骨を骨折。むち打ち症にも悩まされた。一命は取り留めたものの、長期の入院生活を余儀なくされ仕事を失う。さらに、退院すると莫大な治療費の請求が来たため、家族にこれ以上の負担はかけられないと歌のレッスンを辞め、所属していたアマチュアのオペラ劇団も退団した。
その後、生活のためにヨーロッパ有数の携帯電話の販売店であるCarphone Warehouseのセールスマンとなる。
歌からは長らく遠ざかっていたが、2007年に妻の後押しもあり、この年から放映が開始されたオーディション番組『ブリテンズ・ゴット・タレント』へ出場を決意。これで駄目なら歌は完全に諦める覚悟で臨んだという。

### ブリテンズ・ゴット・タレント
2007年1月にオーディション、同年6月に準決勝および決勝のTV放映が行われた。オーディションで「トゥーランドット」の「誰も寝てはならぬ」を歌って審査員から絶賛を受け、早い段階から番組の優勝候補だった。最終的には下馬評通り優勝を果たし、同番組の辛口審査員として知られるサイモン・コーウェルに認められ、念願のオペラ歌手としてのデビューを果たす。この時、後に歌手デビューを果たすコニー・タルボット（当時6歳）も決勝へ進出しており、コニーを破っての優勝であった。
彼の運命を変えるきっかけとなった番組「ブリテンズ・ゴット・タレント」の模様は、YouTubeを通じて広く配信され、話題を呼んだ。その後、サッカー開会式での国歌斉唱など様々な場面でその歌唱を披露している。

### デビュー＆ツアー
念願のレコード・デビューのチャンスをつかみ、デビュー作となるアルバム「ワン・チャンス」（BMG JAPAN）をリリース。本作は、2007年7月23日付で全英初登場1位、3週間連続で1位を記録し、全世界で300万枚以上ものセールスを達成した。携帯電話販売会社に在職したまま長期休暇を取り、歌手としてツアー活動をしていたが、2008年3月に正式に退職した。
イギリスの首相ゴードン・ブラウンから官邸に招待されたり、エリザベス2世から直々に賞賛の辞を受けたりするなど数々の栄誉を得た。その模様は彼のドキュメンタリー番組で放映された。
2008年1月に全英ツアー、3月に北米ツアー、そして4月のニュージーランド／オーストラリア公演のあと、2008年4月29日には世界ツアーで来日しコンサートを開き、二日間の公演は満席となった。

### メディア
初回2007年6月9日、セミファイナル6月14日、 最終6月17日の『ブリテンズ・ゴット・タレント』の放映後、各メディアから注目を集める。
彼がジュリー＝アンと出会い、結婚するまでのエピソードは『奇跡体験!アンビリバボー』（フジテレビで2008年6月5日に放送）や、『誰も知らない泣ける歌』（日本テレビで2009年1月13日に放送）といった日本のテレビ番組でも放送された。2008年秋に放送された龍角散のCMは、「誰も寝てはならぬ」を歌う彼と、その経歴に関する字幕が映し出されるものになっている。
2009年には、ドラマ『善徳女王』の挿入歌「Passo Dopo Passo」を歌った。
彼の半生は再び『アンビリバボー』年末生放送特番（フジテレビで2009年12月31日放送）で紹介され、スタジオにて「メモリー」（キャッツの楽曲）をイタリア語で、さらに合唱隊をバックに「第九」を披露する。

### その後
パラマウント・ピクチャーズの元でポッツの半生を描いた映画の制作が決まったが、2010年4月、映画化が中止となったことが明らかとなった。さらに同年8月、サイモン・コーウェルのレコードレーベル「Syco」から契約解除されたと報じられた。
2012年6月、ワインスタイン・カンパニーの企画で進行中のポッツの伝記映画について、ジェームズ・コーデン主演で正式に公開が決まったことが明らかになった。同作は、日本では『ワン チャンス』というタイトルで2014年3月21日に公開された。

## アルバム

### ワン・チャンス（2007年11月21日）
CD1
1. 誰も寝てはならぬ（Nessun Dorma）
2. タイム・トゥ・セイ・グッバイ（Con te partirò）
3. アマポーラ
4. エヴリバディ・ハーツ（英語版）（Ognuno Soffre）
5. カルーソー（英語版）
6. ネッラ・ファンタジア
7. ユー・レイズ・ミー・アップ（Por Ti Sere）
8. マイ・ウェイ（A Mi Manera）
9. カヴァティーナ（英語版）（映画『ディア・ハンター』テーマ曲）
10. ミュージック・オブ・ザ・ナイト（英語版）（ミュージカル『オペラ座の怪人』より）

CD2
1. オー・ホーリー・ナイト
2. きよしこの夜
3. アヴェ・マリア
4. 天使の糧
5. 誰も寝てはならぬ（ビデオクリップ）

### パッシオーネ〜燃ゆる想い（2009年6月3日）
1. 愛は面影の中に（La Prima Volta）
2. あなたがいてくれたら（英語版）（Sei Con Me、ヘイリー・ウェステンラとのデュエット）
3. ロミオとジュリエット 愛のテーマ（Un Giorno Per Noi、映画『ロミオとジュリエット』より）
4. イル・カント（Il Canto）
5. 青い影（センツァ・ルーチェ、Senza Luce）
6. ピアノ（Piano、ミュージカル「キャッツ』の「メモリー」）
7. MAMA（Mamma）
8. トリステス（Tristesse）
9. なんて美しい愛（ベッラモーレ、Bellamore、オリジナル曲）
10. 星は光りぬ（E lucevan le stelle、オペラ『トスカ』より）
11. グラナダ（英語版）（Granada）
12. 誰も寝てはならぬ（Nessun dorma、オペラ『トゥーランドット』より）
13. アメイジング・グレイス（デラックスエディションのみ収録）

### ニュー・シネマ・パラダイス〜ベスト・ムービー・ソングス（2010年9月22日）
1. ムーン・リヴァー（映画『ティファニーで朝食を』）
2. ニュー・シネマ・パラダイス（映画『ニュー・シネマ・パラダイス』）
3. ゴッドファーザー愛のテーマ（映画『ゴッドファーザー』）
4. 禁じられた色彩（英語版）（映画『戦場のメリークリスマス』）
5. マイ・ハート・ウィル・ゴー・オン（映画『タイタニック』）
6. サムホエア・マイ・ラヴ(ララのテーマ)（英語版）（映画『ドクトル・ジバゴ』）
7. 愛と青春の旅だち（英語版）（映画『愛と青春の旅だち』）
8. グラディアトーレ（映画『グラディエーター』）
9. ある愛の詩（映画『ある愛の詩』）
10. マリア（英語版）（映画『ウエスト・サイド物語』）
11. この素晴らしき世界（映画『グッドモーニング, ベトナム』）
12. ジェルソミーナ（映画『道』）※日本盤ボーナス・トラック
13. リスト:「ファウスト交響曲」より第3楽章「メフィストフェレス」から「神秘の合唱」（映画『のだめカンタービレ 最終楽章後編』）※日本盤ボーナス・トラック

### 誰も寝てはならぬ〜グレイテスト・ヒッツ（2014年3月5日）
1. 誰も寝てはならぬ
2. タイム・トゥ・セイ・グッバイ
3. 愛は面影の中に
4. カルーソー
5. エヴリバディ・ハーツ
6. アヴェ・マリア
7. ピアノ（メモリー）
8. ゴッドファーザー愛のテーマ
9. ロミオとジュリエット　愛のテーマ
10. 青い影（センツァ・ルーチェ）
11. マイ・ハート・ウィル・ゴー・オン
12. ユー・レイズ・ミー・アップ
13. グラディアトーレ
14. カヴァティーナ
15. オー・ホーリー・ナイト
16. 牧人ひつじを

## 出演

### テレビ
- 情報プレゼンター とくダネ! （2009年6月8日）
- スパイスTV どーも☆キニナル! （2009年6月10日）
- 奇跡体験!アンビリバボー （2009年6月25日）

### テレビCM
- 龍角散「龍角散ダイレクトスティックタイプ」（2008年）

### 式典
- オリバー・カーン引退試合セレモニー（2008年9月2日）